# Kalkowo
Kalkowo (deutsch Kalkowen, 1938 bis 1945 Kalkau) ist ein Ort in der polnischen Woiwodschaft Ermland-Masuren, der zur Stadt- und Landgemeinde Gołdap (Goldap) im Kreis Gołdap gehört.

## Geographische Lage
Kalkowo liegt acht Kilometer südöstlich der Kreisstadt Gołdap (Goldap) zwischen dem Jezioro Kołki (Kalkowener See, 1938 bis 1945 Kalkauer See) und dem Flüsschen Jarka (Jarke). Der östliche Ortsrand wird von der Bahnstrecke Ełk–Tschernjachowsk (Lyck–Insterburg) gebildet.

## Geschichte
Bereits vor 1565 wurde das frühere Vorwerk und spätere Gut gegründet, das vor 1581 noch Kalkowa, nach 1818 Kallkowen und bis 1938 Kalkowen hieß. Der kleine Ort war eine Ortschaft innerhalb der der Gemeinde Collnischken (1938 bis 1945: Burgfelde, polnisch: Kolniszki), die bis 1945 zum Kreis Goldap im Regierungsbezirk Gumbinnen der preußischen Provinz Ostpreußen gehörte.
Am 3. Juni 1938 erhielt Kalkowen die Umbenennung in „Kalkau“, sieben Jahre später wurde der Ort mit dem gesamten südlichen Ostpreußen in Kriegsfolge Polen zugeordnet und heißt seither „Kalkowo“. Heute ist der Ort – wenn auch als kleine Siedlung – verselbständigt und eine eigene Ortschaft im Verbund der Stadt- und Landgemeinde Gołdap im Powiat Gołdapski innerhalb der Woiwodschaft Ermland-Masuren.

## Religionen
Die kleine Ortschaft Kalkowen war vor 1945 in das evangelische Kirchspiel der Kirche Gurnen (polnisch: Górne) im Kirchenkreis Goldap in der Kirchenprovinz Ostpreußen der Kirche der Altpreußischen Union eingepfarrt.
Heute gehört sie zur katholischen Pfarrei in Górne im Bistum Ełk der Katholischen Kirche in Polen.

## Verkehr
Kalkowo ist sehr abseits gelegen und nur über unwegsame Landwege von den Nachbardörfern Bronisze (Wittichsfelde), Kolniszki (Collnischken, 1938 bis 1945 Burgfelde) bzw. Botkuny (Buttkuhnen, 1938 bis 1945 Bodenhausen) zu erreichen. Bis 1993 war Górne (Gurnen) die nächstgelegene Bahnstation an der Bahnstrecke Ełk–Tschernjachowsk, die jedoch für Personenverkehr nicht mehr betrieben wird.